# Friedrich Staphylus

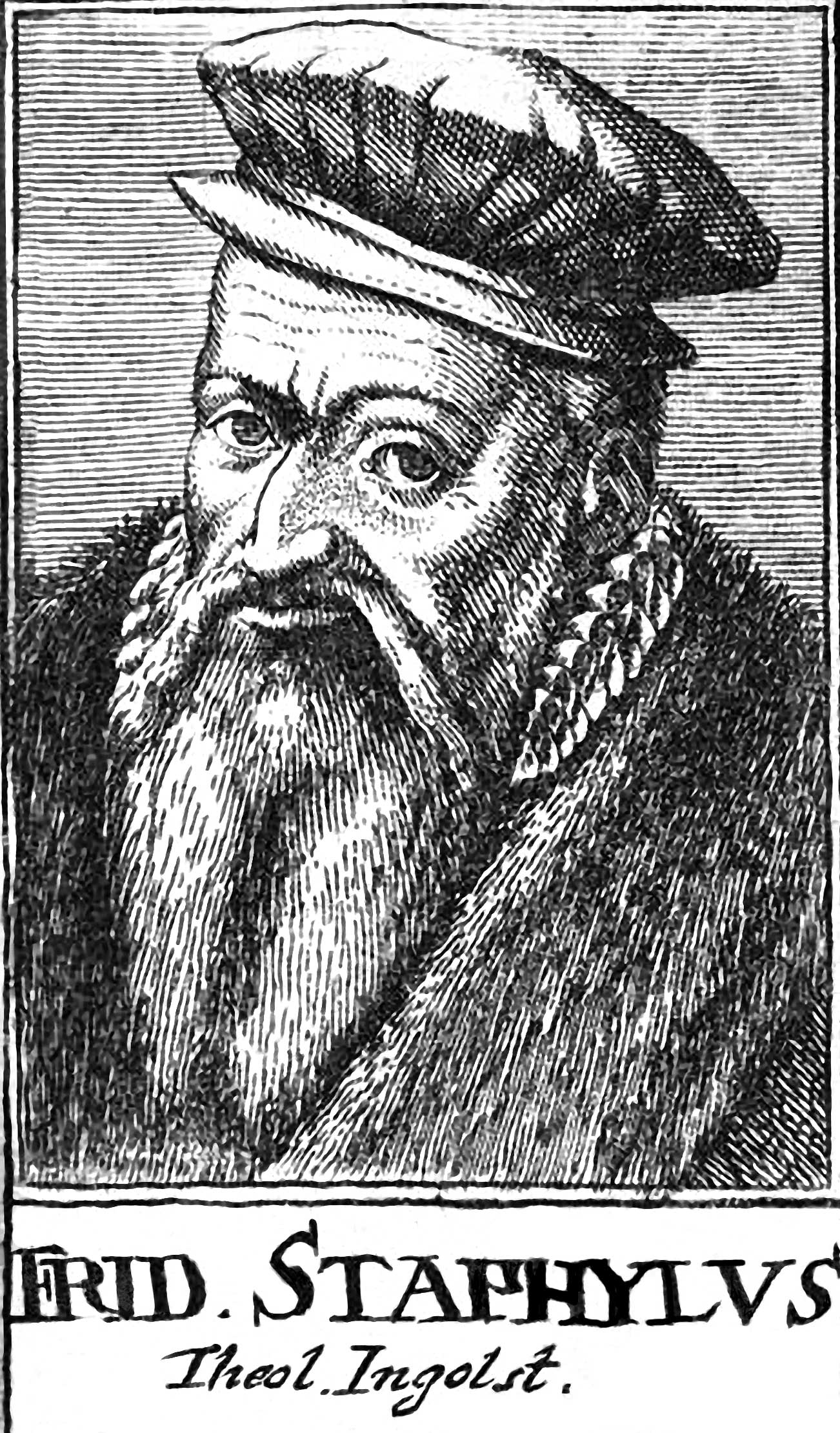
Friedrich Staphylus

Friedrich Staphylus (* 27. August 1512 in Osnabrück; † 5. März 1564 in Ingolstadt) war ein deutscher lutherischer und römisch-katholischer Theologe.

## Leben
Der Sohn des Lüdeken Stapellage und dessen Frau Anna Birkmann war schon früh verwaist. Sein Onkel Eberhard Birkmann übernahm daher seine Erziehung, woraufhin er nach Danzig gelangte. Später setzte er seine Ausbildung in Litauen fort, wo er die litauische und russische Sprache erlernte. Seine ersten Studien begann er an der Universität Krakau, wo er seine polnischen Sprachkenntnisse ausbaute. Philosophische und theologische Studien setzte er 1530 an der Universität Padua fort. 1533 kehrte er nach Danzig zurück. 1536 setzte er seine Studien an der Universität Wittenberg fort, wo er als bester Absolvent am 8. Mai 1541 den akademischen Grad eines Magisters der Philosophie erwarb und am 18. Oktober 1543 in den Senat der philosophischen Fakultät aufgenommen wurde.
Auf Empfehlung Philipp Melanchthons wurde er 1546 als Nachfolger des verstorbenen Stanislaus Rapagelanus Professor der Theologie an der Universität Königsberg. Als anfänglich orthodoxer Vertreter des evangelischen Lehrbegriffs geriet er hier in eine Auseinandersetzung mit Wilhelm Gnapheus, der schließlich aus dem Hochschuldienst entfernt wurde und aus Preußen vertrieben wurde. Im Wintersemester 1547/48 war er Rektor der Universität Königsberg, konnte jedoch die in ihn gesetzten Erwartungen nicht erfüllen. Im Herbst 1548 gab er daher seine theologischen Vorlesungen auf. Er blieb aber als Rat des Herzogs Albrecht von Preußen weiter in Königsberg.
Eine Seuche veranlasste ihn, Königsberg zu verlassen. Er begab sich nach Breslau, wo er am 19. Oktober 1549 Anna, Tochter des Johann Heß heiratete. 1550 kehrte er wieder nach Königsberg zurück, wo er in eine folgenschwere Auseinandersetzung mit Andreas Osiander geriet. Dies veranlasste ihn 1551, seinen Abschied am Hof des Herzogs einzureichen und 1552 nach Danzig zu ziehen, wo er eine in römisch-katholischer Tradition stehende Schrift Synodus sanctorum patrum antiquorum contra nova dogmata Andreae Osiandri (Nürnberg 1553) verfasste. Er kehrte nach Breslau zurück, wo er 1553 vollständig zum katholischen Glauben konvertierte. Er begab sich dann in die Dienste des Bischofs Balthasar von Promnitz nach Neiße, wo er sich für die Gründung eines katholischen Priesterseminars einsetzte.
Ab 1555 wirkte er als Konsul Ferdinand I. an der kaiserlichen Religionspolitik mit und nahm als solcher 1557 am Wormser Religionsgespräch teil. Die inneren Streitigkeiten in der evangelischen Kirche wusste er dabei für sich zu nutzen. Er hatte in der Folge sehr polemische Schriften gegen die Protestanten herausgegeben. Nachdem er auch am Konzil von Trient teilgenommen hatte, 1558 ihn der bayerische Herzog Albrecht V. von Bayern (1528–1579) zum Rat berief, wurde er 1559 aufgrund einer päpstlichen Weisung am 19. Mai 1559 in Augsburg zum Doktor der Theologie promoviert. Als solcher wurde er als Professor an die Universität Ingolstadt berufen, um Geschichte, Humaniora und Theologie zu unterrichten. In Ingolstadt traf er im Mai 1560 ein. Hier beteiligte er sich an der Reform der jesuitischen Hochschule als Superintendent und etablierte sich in der aufkeimenden Gegenreformation. Dafür erhielt er die Anerkennung des Papstes und wurde am 15. Juli 1562 vom Kaiser geadelt.

## Werke
- Diodori siculi fragmenta ex graeco in latinum versa.
- Historia et Apologia Utriusque Partis, Catholicae Et Confessionariae, de dissolutione Colloquii nuper Wormatiae instituti ad omnes Catholicae fidei Protectores. Wien 1558. (Online)
- Theologiae Martini Lutheri Trimembris Epitome. Worms 1558. (Online)
- Aigentliche und warhaffte Beschreibung Weß bey der herrlichen Besingknuß so die Röm. Kay. May. Kaiser Ferdinand irer May. lieben Bruder unnd Kayser Carlen dem fünfften Hochlöblichster Gedächtnus am 24. u. 25. Febr. des 59. Jars zu Augspurg ordenlich ... gehalten, sich allenthalben verloffen. Dillingen 1559. (Online)
- Historiam de vita, morte et gestis Caroli V. Augsburg 1559 (Online)
- Defensio Pro Trimembri Theologia M. Lvtheri, Contra Aedificatores Babylonicae Tvrris. Phil. Melanthonem, Shvvenckfeldianum Longinum, And. Musculum, Mat. Flacc. Illyricum, Iacobum Andream Shmidelinum. Dillingen 1561.
- Vortrab zu rettung des Buchs. Vom rechten waren verstand des Göttlichen worts, Von verdolmetschung der Teütschen Bibel, vnd Von der ainigkeit der Lutherischen Predicanten. Ingolstadt 1561. (Online)
- Christlicher gegenbericht an den Gottseligen gemainen Layen. Ingolstadt 1561. (Online)
- Prodromus D. Friderici Staphyli, In Defensionem Apologiae suae, de vero germanoque scripturae sacrae intellectu etc. Latine redditus per F. Laurentium Surium Carthusianum. Köln 1562.
- Hysterodromum.
- Lucubrationes super plurimas sessions ad Concilium cum libris II. De Christiana republica.
- Oratio de literis et praecipue graecis. 1558. (Digitalisat)
- Synodus Patrum contra Osiandrum. 1553.
- Vom letsten und grossen Abfall, so vor der zukunfft des Antichristi geschehen soll. 1565. (Online)